# Alstom Citadis Dualis
Citadis Dualis est un matériel roulant ferroviaire de type tram-train construit par Alstom, dérivé du Citadis et commandé par la Société nationale des chemins de fer français (SNCF) pour le compte des régions françaises. Il a circulé pour la première fois le 15 juin 2011, sur la ligne TER Pays de la Loire reliant Nantes à Clisson. Il est numéroté par la SNCF U 52500, U 52600, U 53500, U 53600, U 53700 ou 53800 selon le type.

## Caractéristiques techniques
Le Citadis Dualis est un matériel électrique pouvant circuler en unités doubles ou triples dont les caractéristiques sont les suivantes :
- longueur : 42 m ou 52 m ;
- largeur : 2,40 m (version 42 m et 52 m) ou 2,65 m (version 42 m) ;
- hauteur : 3,50 m ;
- charge à l'essieu : 11,5 t ;
- capacité de transport[2] ;
  - configuration périurbaine : 220 places dont 95 assises (version 42 m de long, 2,65 m de large) ;
  - configuration suburbaine : 240 places dont 80 assises (version 52 m de long, 2,65 m de large) ;
- plancher-bas intégral à 38 cm de hauteur et zones d'accueil pour les personnes à mobilité réduite ;
- vitesse maximale : 100 km/h. Il est capable de fortes accélérations et peut gravir des rampes de 65 mm/m (soit une pente de 6,5 %) ;
- vidéo-surveillance et information en temps réel ;
- rames équipées pour accueillir le multimédia Wi-Fi ;
- équipement sanitaire (U 53500 de Nantes seulement. Absence de sanitaire pour les rames lyonnaises et franciliennes).

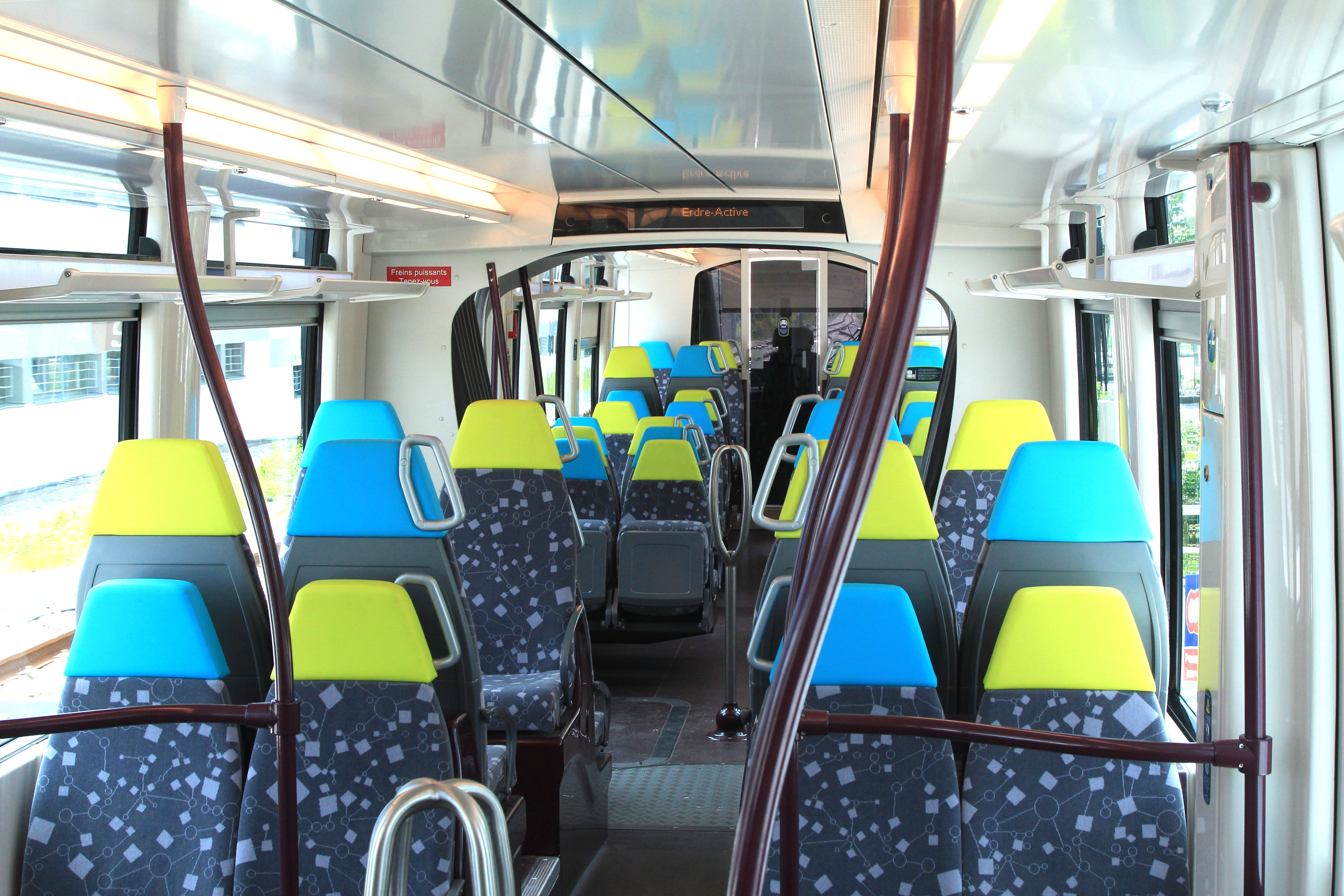
Intérieur d'un Citadis Dualis.

Comme pour son homologue urbain le Citadis, il est modulaire pour s'adapter aux spécificités de chaque région et de chaque desserte : longueur, largeur, alimentation électrique (750 V continu pour les réseaux urbains et, au choix, 1500 V continu ou 25 kV-50 Hz monophasé ou bi-mode avec moteur thermique).
Les engins commandés par la région Rhône-Alpes sont à courant continu bi-tension 750 / 1500 V, ceux de la région Pays de la Loire sont bi-courant 750 V continu / 25 kV-50 Hz.

## Aménagement intérieur
Deux types d'aménagement intérieurs sont proposés, l'un de type régional, l'autre de type banlieue. La version de type régional est dotée de larges sièges adaptés aux trajets longs ; cet aménagement équipe les rames des réseaux TER de Nantes et de Lyon. La version de type banlieue est, quant à elle, conçue pour des trajets plus courts, avec des sièges étroits, plus petits et moins confortables que dans la version de type régional ; cet aménagement est choisi par Île-de-France Mobilités pour les rames Transilien circulant en région parisienne.

## Commandes
À l'issue d'un appel d'offres lancé pour les régions, la SNCF a commandé le 25 avril 2007, pour le compte de plusieurs régions françaises, un total de 200 rames de ce nouveau matériel pour satisfaire aux besoins péri-urbains :
- de la région Pays de la Loire, avec 24 rames[5] commandés en trois fois (7 rames en 2007, 8 en 2009 et de nouveau 8 en avril 2011[6]) plus une rame gratuite en dédommagement des retards de livraisons, en mars 2011[5]. La première rame a été présentée en gare de Nantes le 6 février 2010[7] ;
- de la région Rhône-Alpes, avec 24 rames destinées au tram-train de l'Ouest lyonnais dont l'ouverture de la ligne a eu lieu le 24 septembre 2012.

En outre, 169 autres rames sont en option, dont 83 pour les besoins de l'Île-de-France. Il en est prévu 38 (série U 53600) pour le T11, dont 15 sont commandées depuis juin 2014 pour la mise en service de la première tranche de ce projet entre Épinay-sur-Seine et Le Bourget, qui devrait avoir lieu en juillet 2017.
Pour le prolongement du T4, le modèle U 53700 est identique aux rames U 53600 de la ligne T11 (bicourant, 42 m de long, 2,65 m de large, 107 places assises) hormis la présence de roues mixtes, compatibles avec le rail Vignole ferroviaire et le rail Broca encastré dit à gorge.
En ce qui concerne les lignes T12 et T13, 32 autres rames sont commandées en juillet 2018. Puis, en 2018 et 2020, la commande est complétée de 4 autres rames (1 pour T13, 3 pour T12).
Le 8 juillet 2020, Île-de-France Mobilités, malgré les pertes financières dues au COVID-19, achète à Alstom 11 Dualis (U 53700) supplémentaires pour la ligne T4 afin de remplacer, en 2023, les 15 rames Siemens Avanto (U 25500) compte tenu de leur obsolescence prématurée (disponibilité insuffisante). Cette commande de Dualis supplémentaires s'explique aussi par le coût élevé de la rénovation des Avanto et le fait que la section de Gargan à Montfermeil, mise en service fin 2019, leur est interdite (de quoi homogénéiser le parc Dualis sur le T4).

## Parc
Au 16 avril 2024, le parc de Citadis Dualis est constitué de 125 rames selon le tableau ci-dessous.
| Désignation                                                                | Propriétaire     | Matériel | Nombre | Dépôt titulaire     | Particularités              |
| -------------------------------------------------------------------------- | ---------------- | -------- | ------ | ------------------- | --------------------------- |
| Ligne 4 du tramway d'Île-de-France                                         | Île-de-France    | U 53700  | 26     | Noisy-le-Sec        |                             |
| Ligne 11 du tramway d'Île-de-France et Ligne 14 du tramway d'Île-de-France | Île-de-France    | U 53600  | 15     | Noisy-le-Sec        | Parc commun aux deux lignes |
| Ligne 12 du tramway d'Île-de-France                                        | Île-de-France    | U 52600  | 25     | Massy               |                             |
| Ligne 13 du tramway d'Île-de-France                                        | Île-de-France    | U 53800  | 11     | Versailles-Matelots |                             |
| Tram-train de Nantes                                                       | Pays de la Loire | U 53500  | 24     | Doulon              |                             |
| Tram-train de l'Ouest lyonnais                                             | Rhône-Alpes      | U 52500  | 24     | L'Arbresle          |                             |

## Services assurés

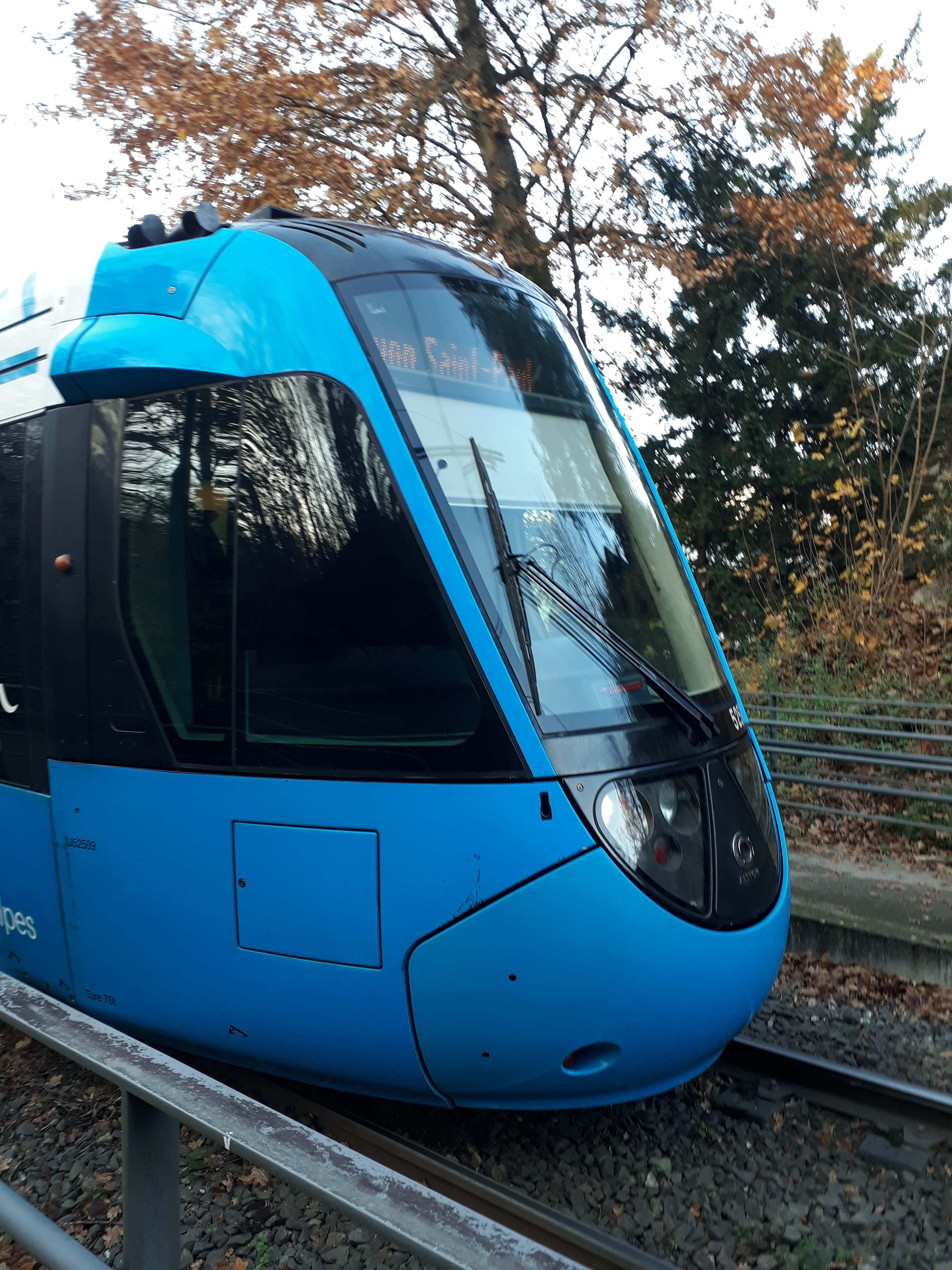
Un Citadis Dualis lyonnais en gare de Casino-Lacroix-Laval

- Un Citadis Dualis lyonnais en gare de Casino-Lacroix-LavalNantes - Clisson depuis le 15 juin 2011[14] ;
- Lyon-Saint-Paul - Écully-la-Demi-Lune - L'Arbresle - Sain-Bel depuis le 24 septembre 2012[15],[16] ;
- Lyon-Saint-Paul - Écully-la-Demi-Lune - Brignais depuis le 8 décembre 2012[17] ;
- Nantes - Châteaubriant depuis le 28 février 2014[18] ;
- Ligne 11 du tramway d'Île-de-France depuis le 1er juillet 2017[19] ;
- Ligne 4 du tramway d’Île-de-France depuis septembre 2019[20] ;
- Esbly – Crécy-la-Chapelle (Ligne P du Transilien) depuis le 8 mars 2022 devenue T14 le 22 mars 2025.
- Ligne 13 du tramway d'Île-de-France depuis le 6 juillet 2022 ;
- Ligne 12 du tramway d'Île-de-France depuis le 10 décembre 2023.

Tramways de la ligne T11 Express
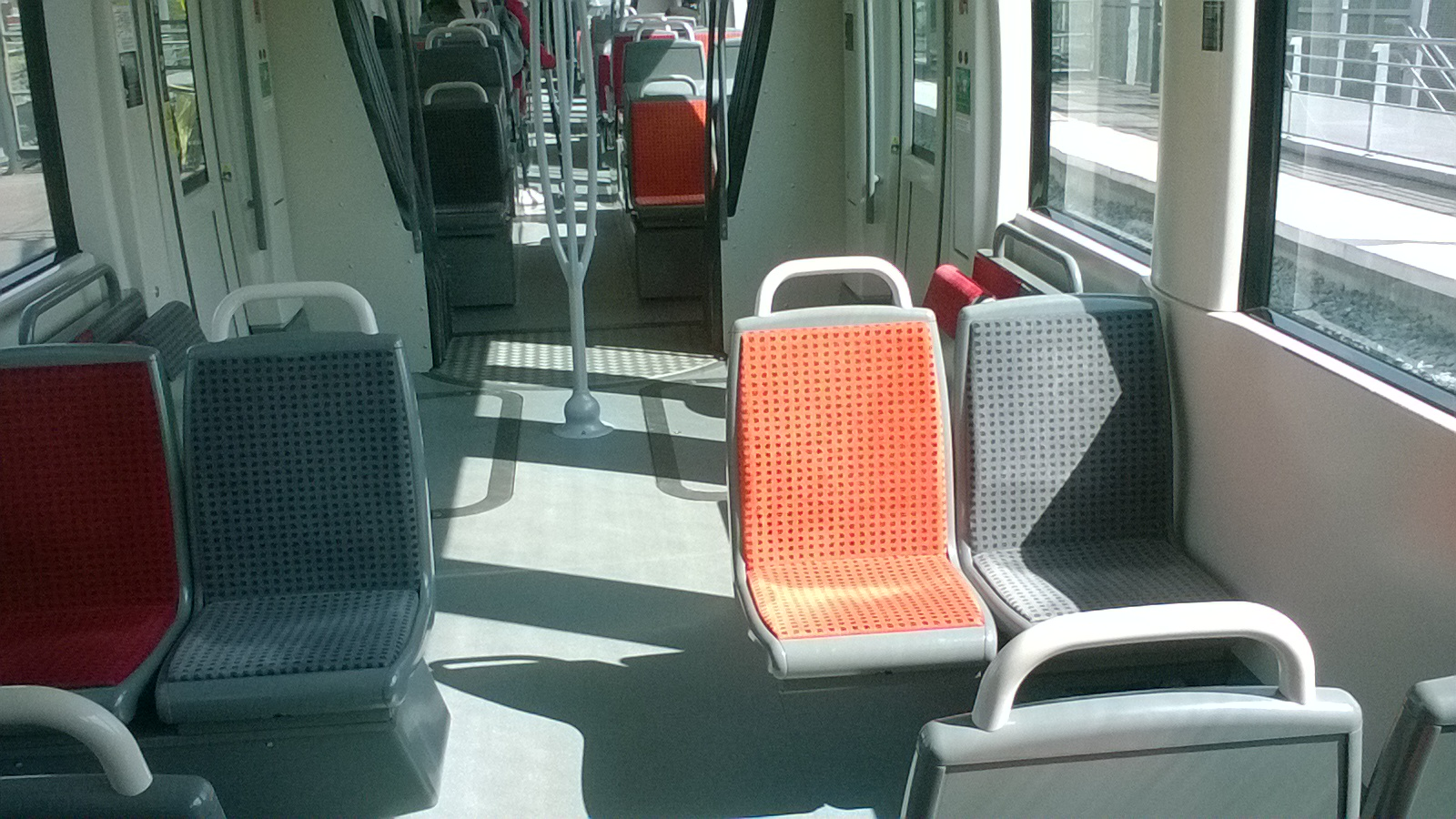
Aménagement intérieur d'un tramway de la ligne T11.
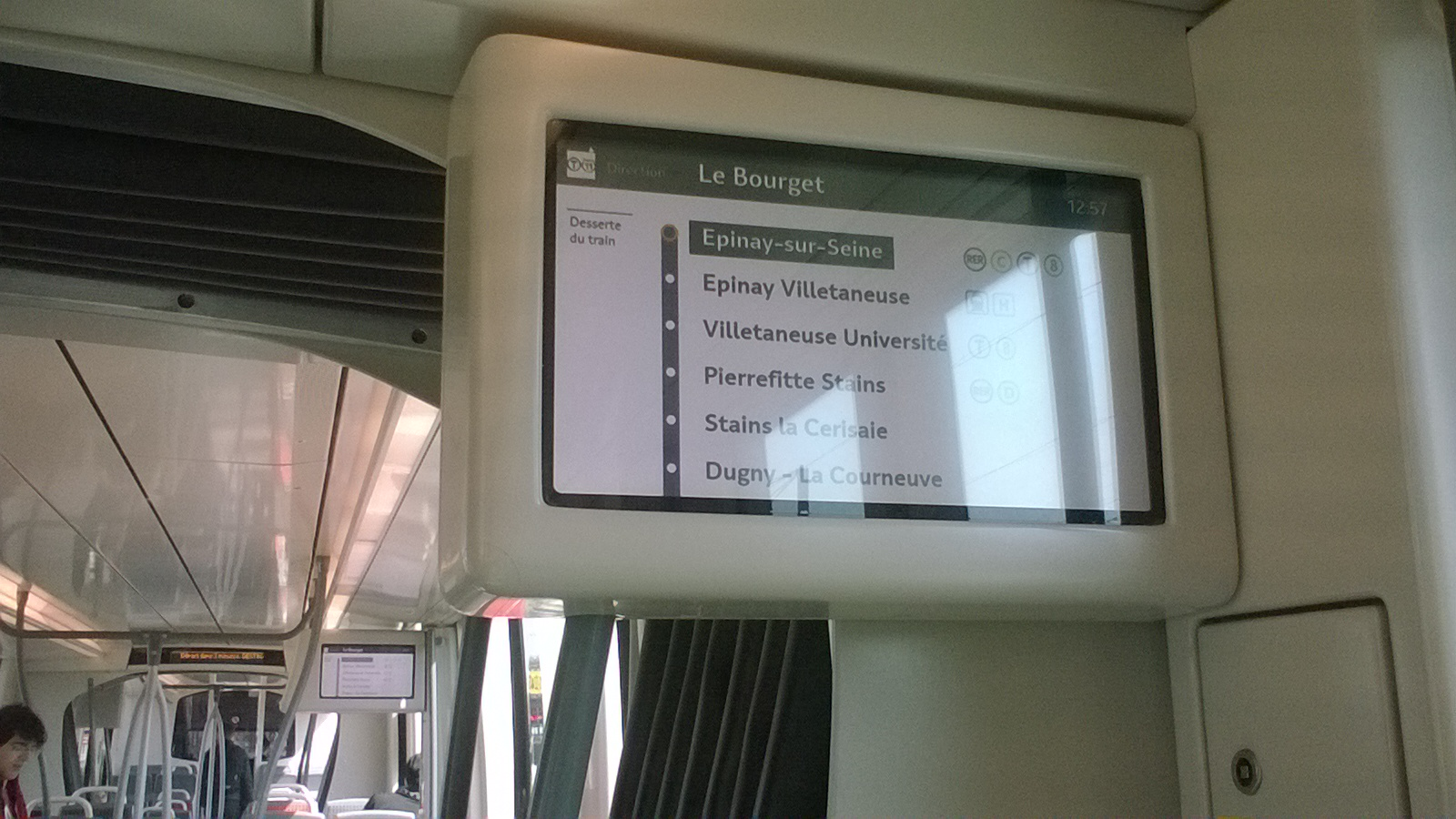
Écran d'informations dynamiques d'un tramway de la ligne T11.
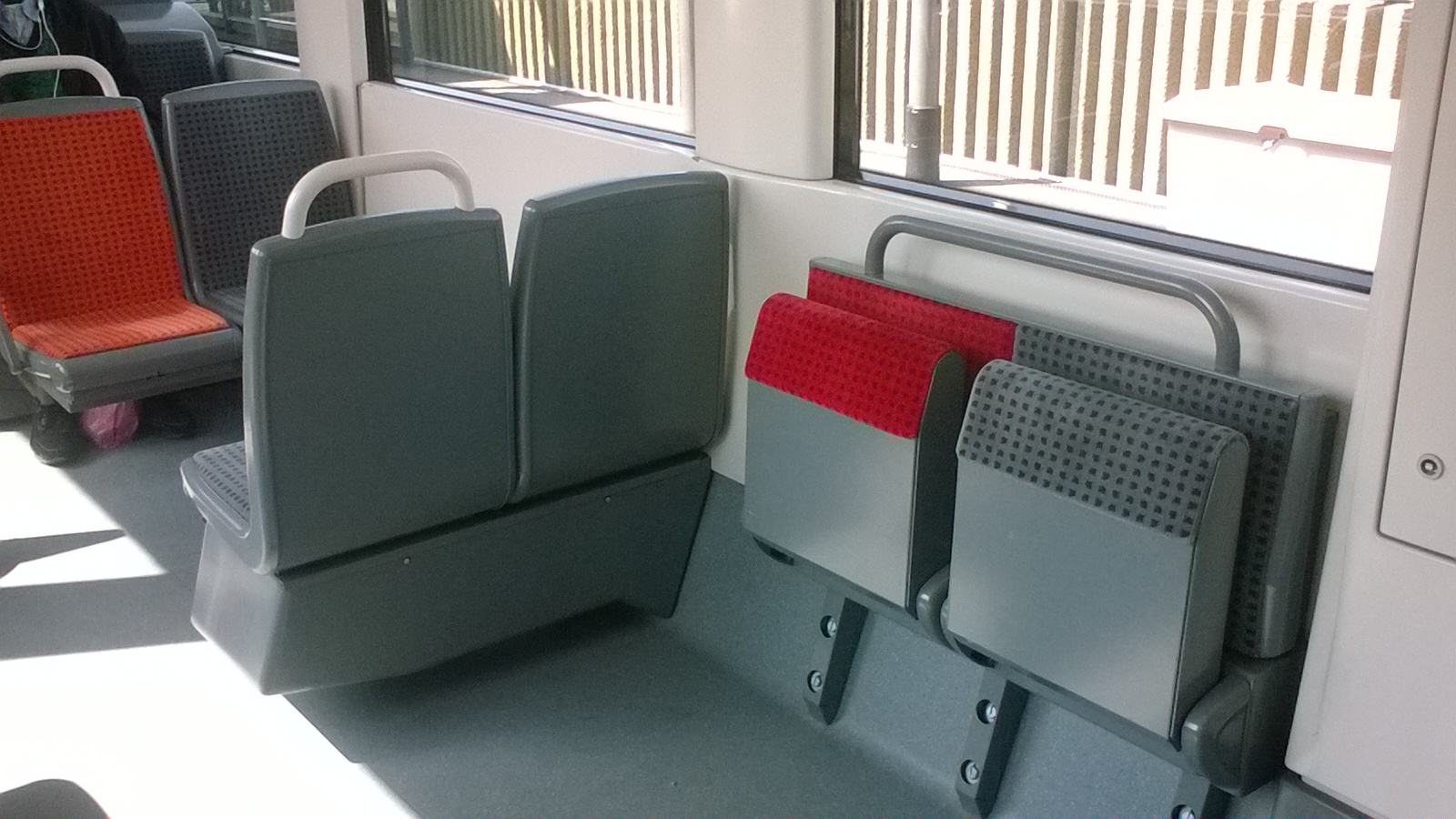
Strapontins dans un Citadis Dualis.
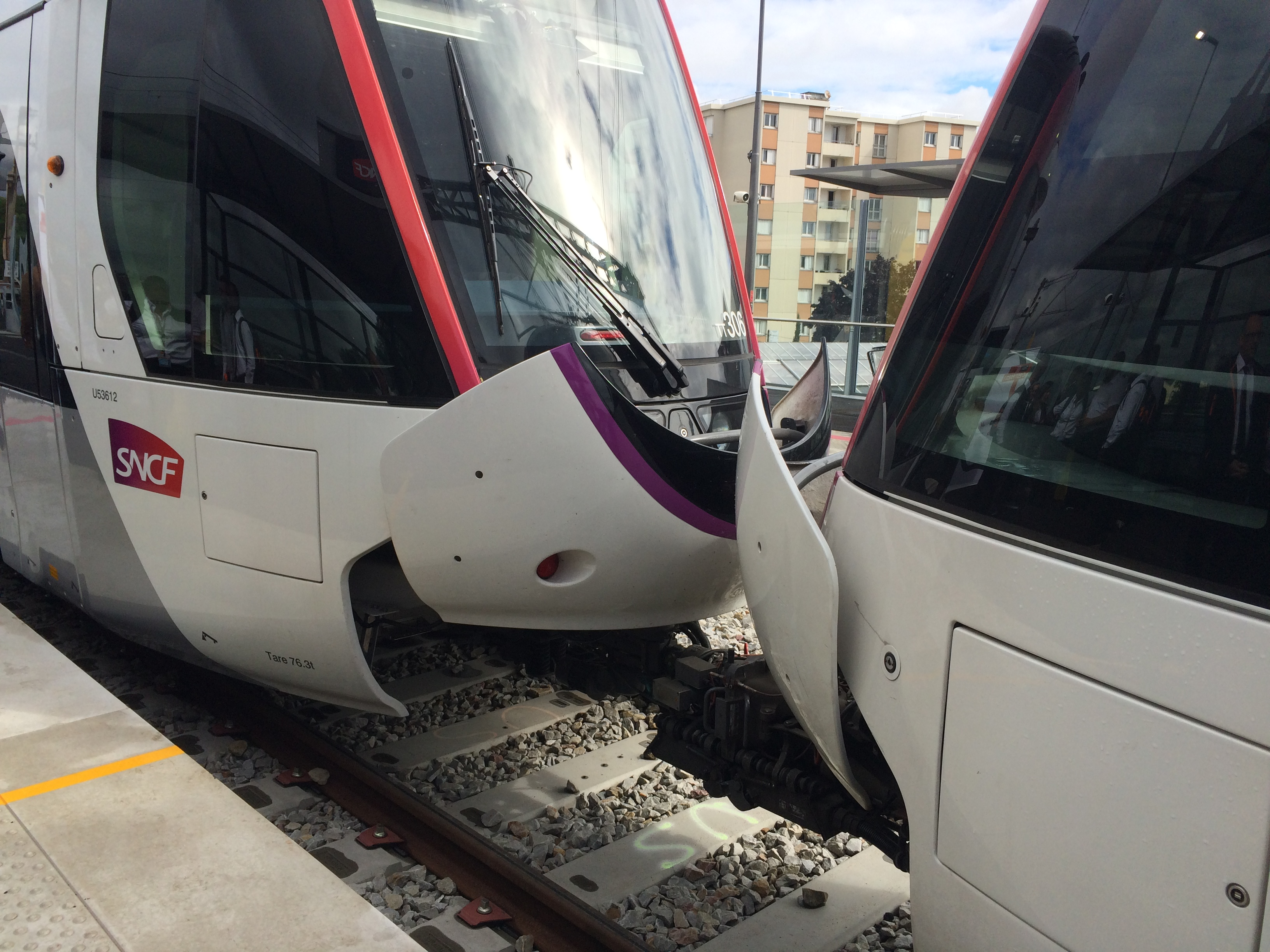
Citadis Dualis en unité multiple.
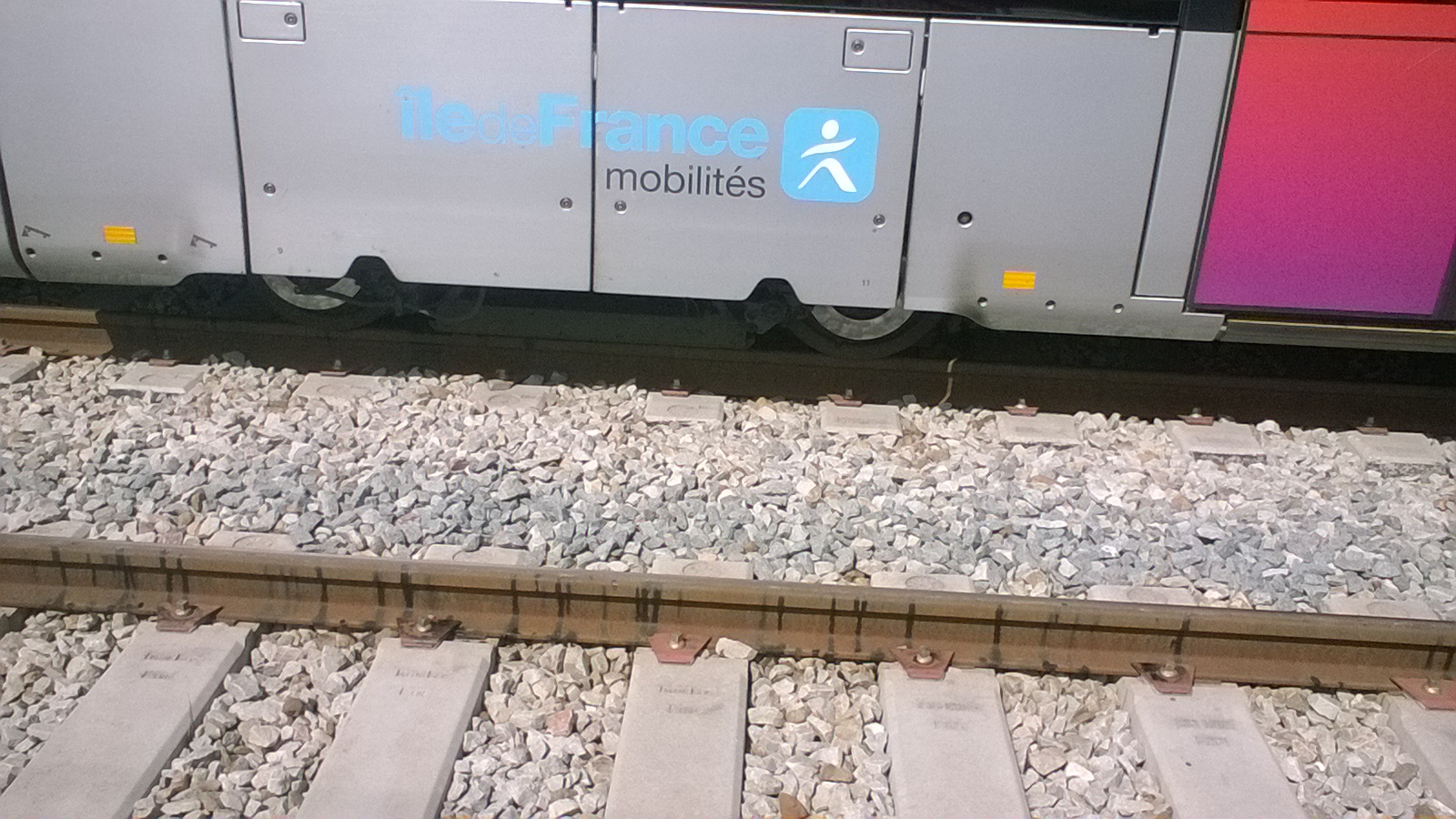
Vue d'un des bogies de la voiture centrale.

## Incident
À la suite d'un incident technique survenu le 3 décembre 2013 en gare de Fleurieux-sur-l'Arbresle, toutes les rames Dualis (U52500 et U53500) ont été mises à l’arrêt. Des expertises ont été entreprises au technicentre de Lyon - L'Arbresle. L'autorisation de mise en exploitation commerciale a été rétablie le 16 janvier 2014. Cette remise en service s'est finalement effectuée le 10 février 2014.

## Galerie de photographies

Sélection de vue de Citadis Dualis
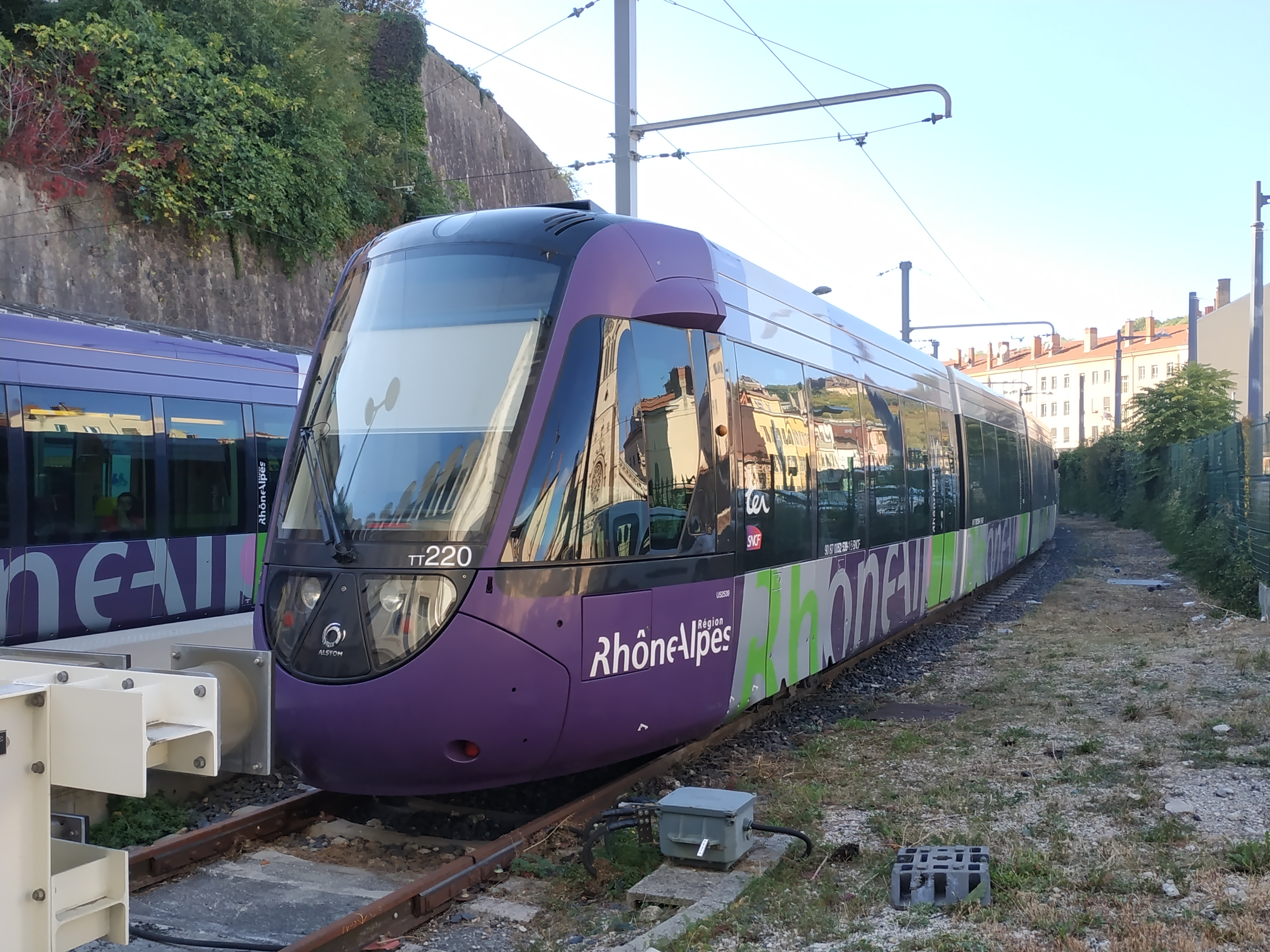
U 52500 en gare de Lyon-Saint-Paul.
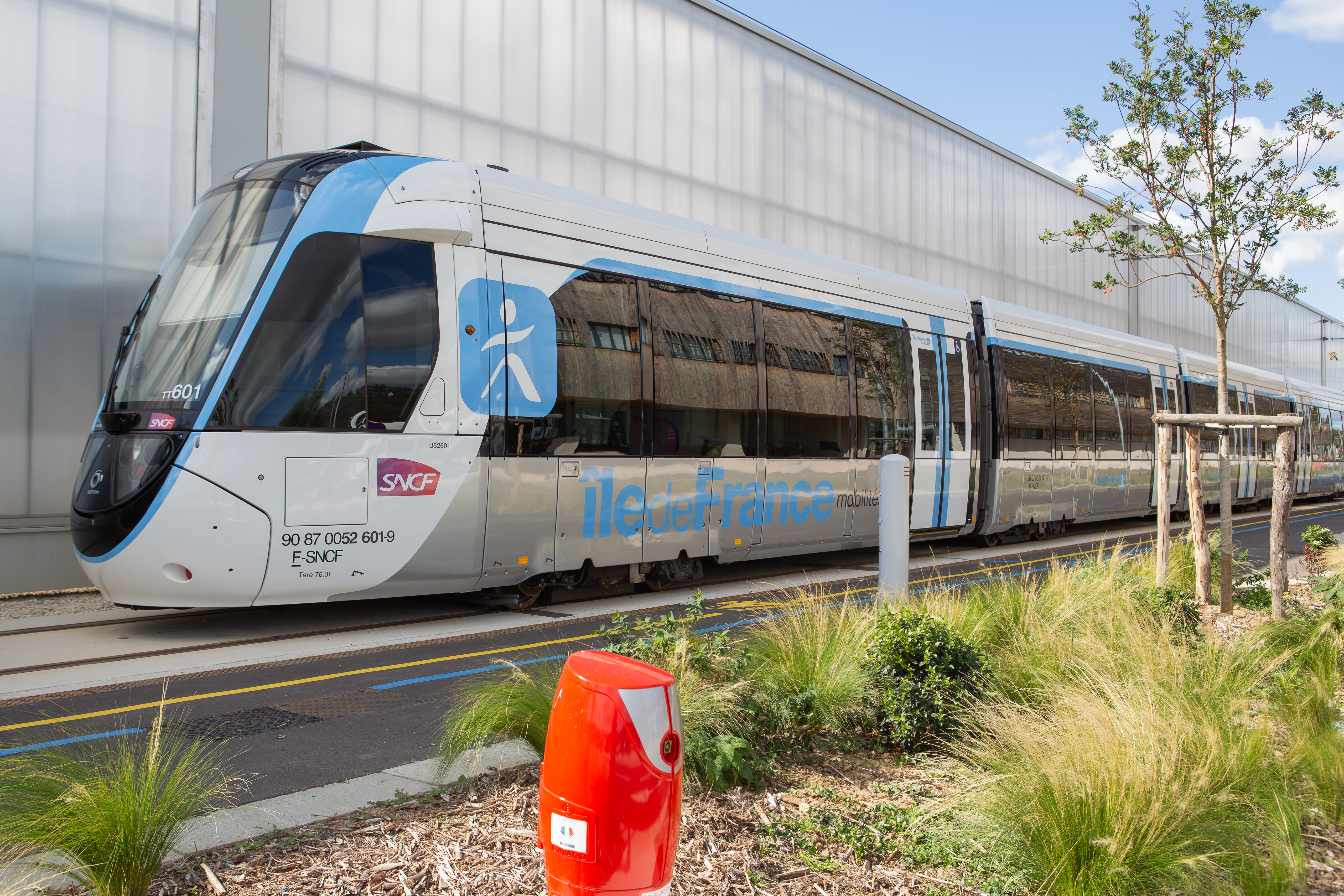
U 52600 dans l'atelier-garage de Massy-Palaiseau.
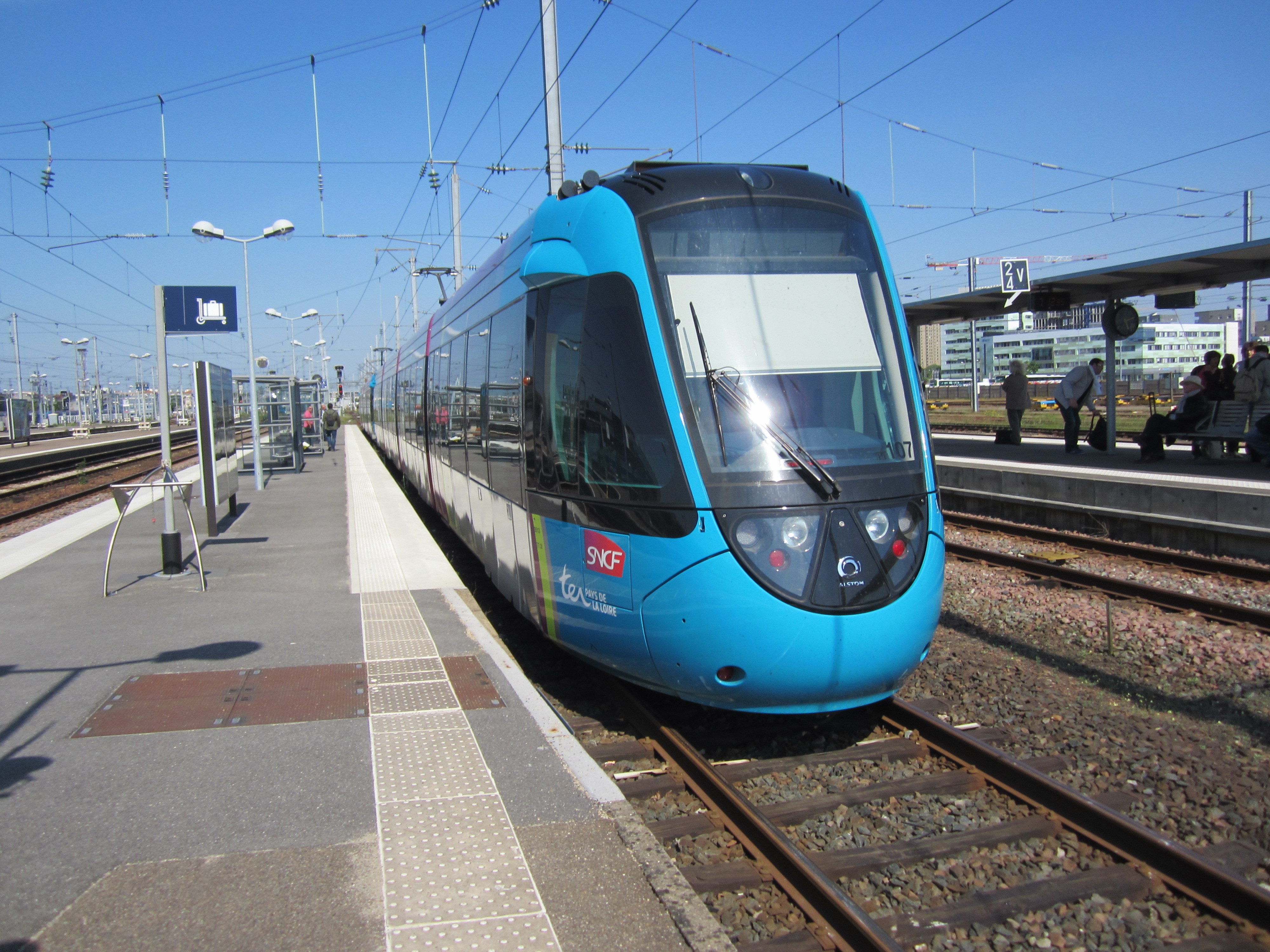
U 53500 en gare de Nantes.
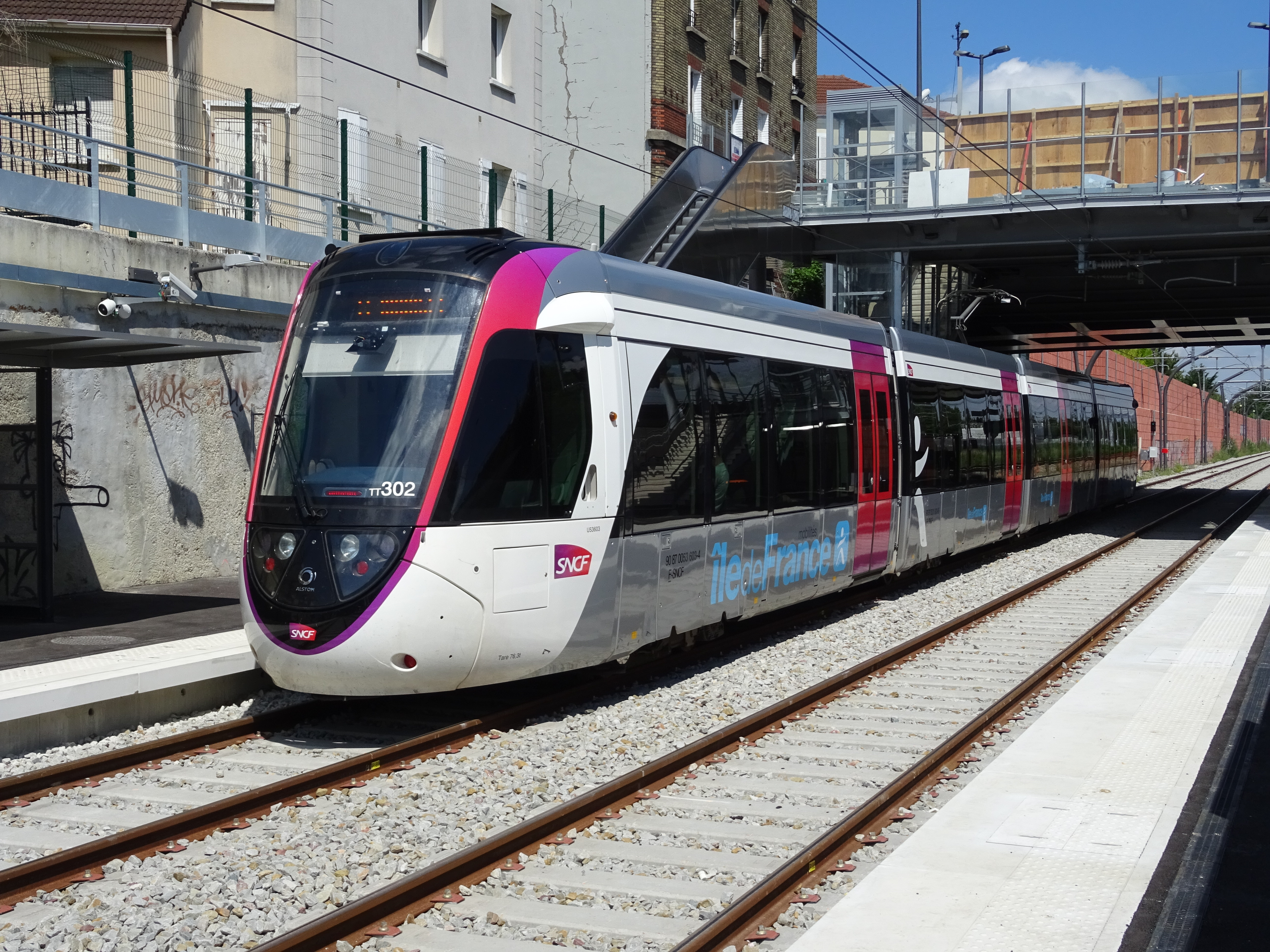
U 53600 en gare d'Épinay-Villetaneuse.
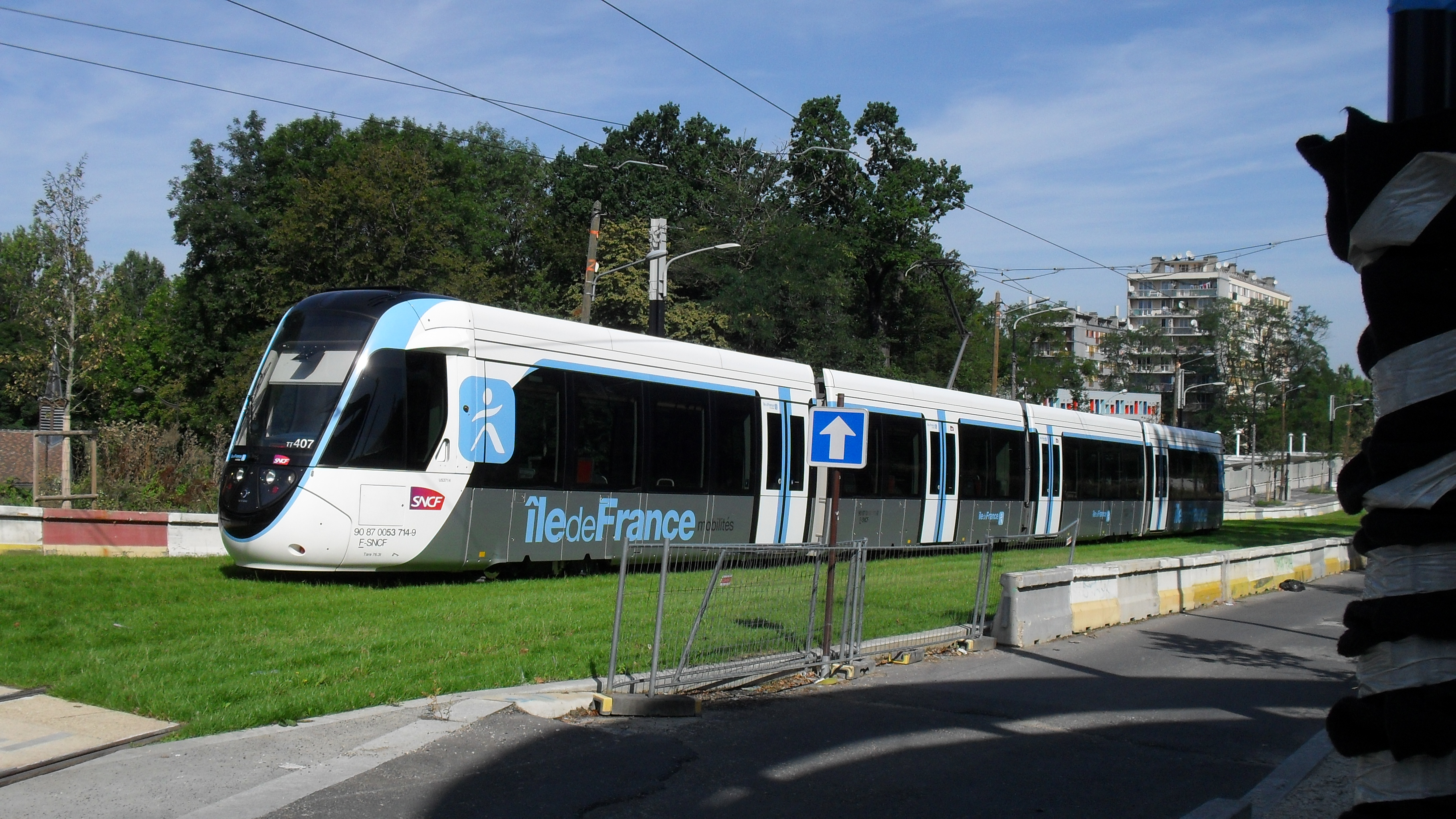
U 53700 en essais à Clichy-sous-Bois sur la ligne 4 du tramway d'Île-de-France.
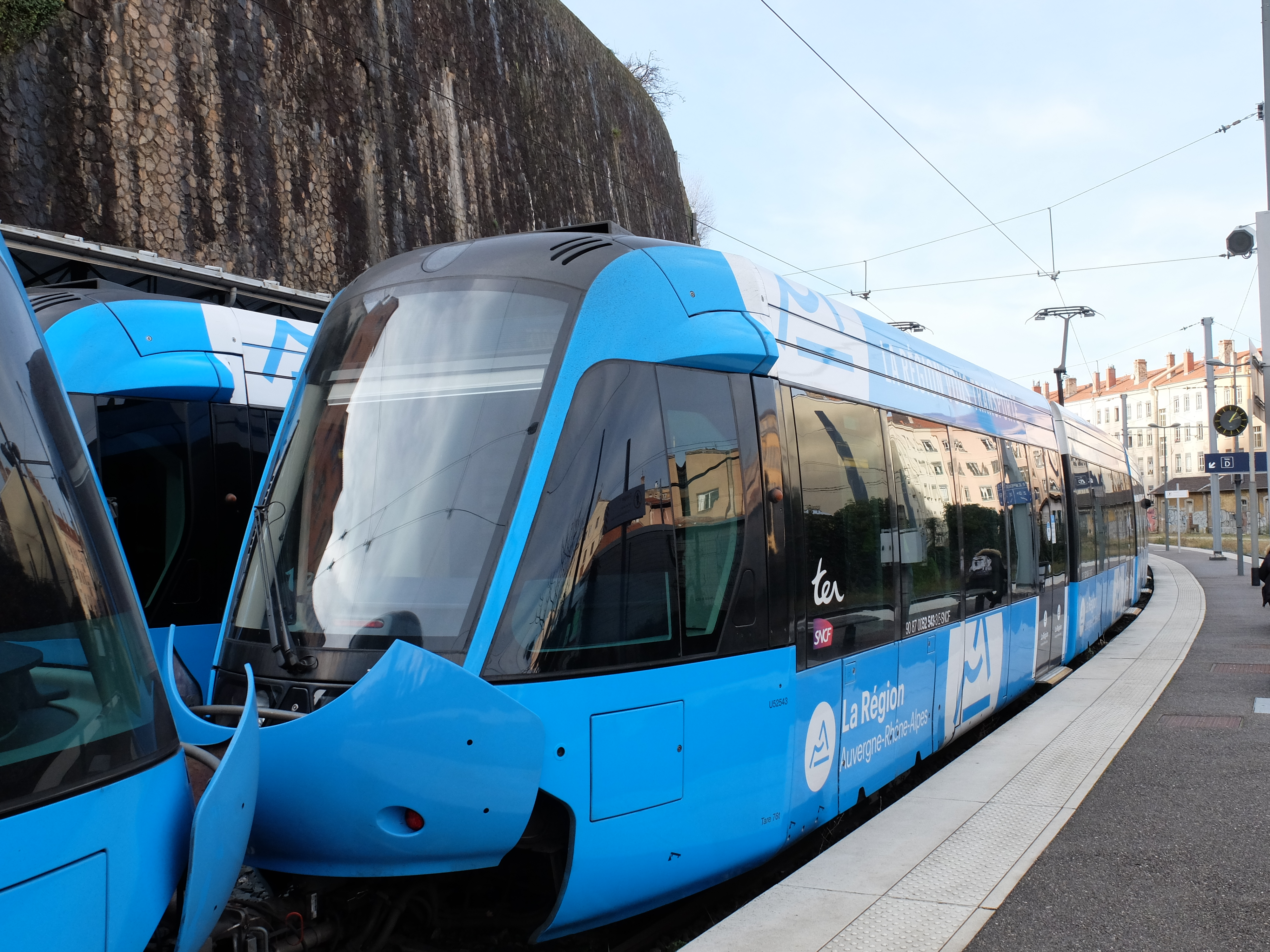
Livrée TER Auvergne-Rhône-Alpes en 2020, en gare de Lyon-Saint-Paul.